# 警察

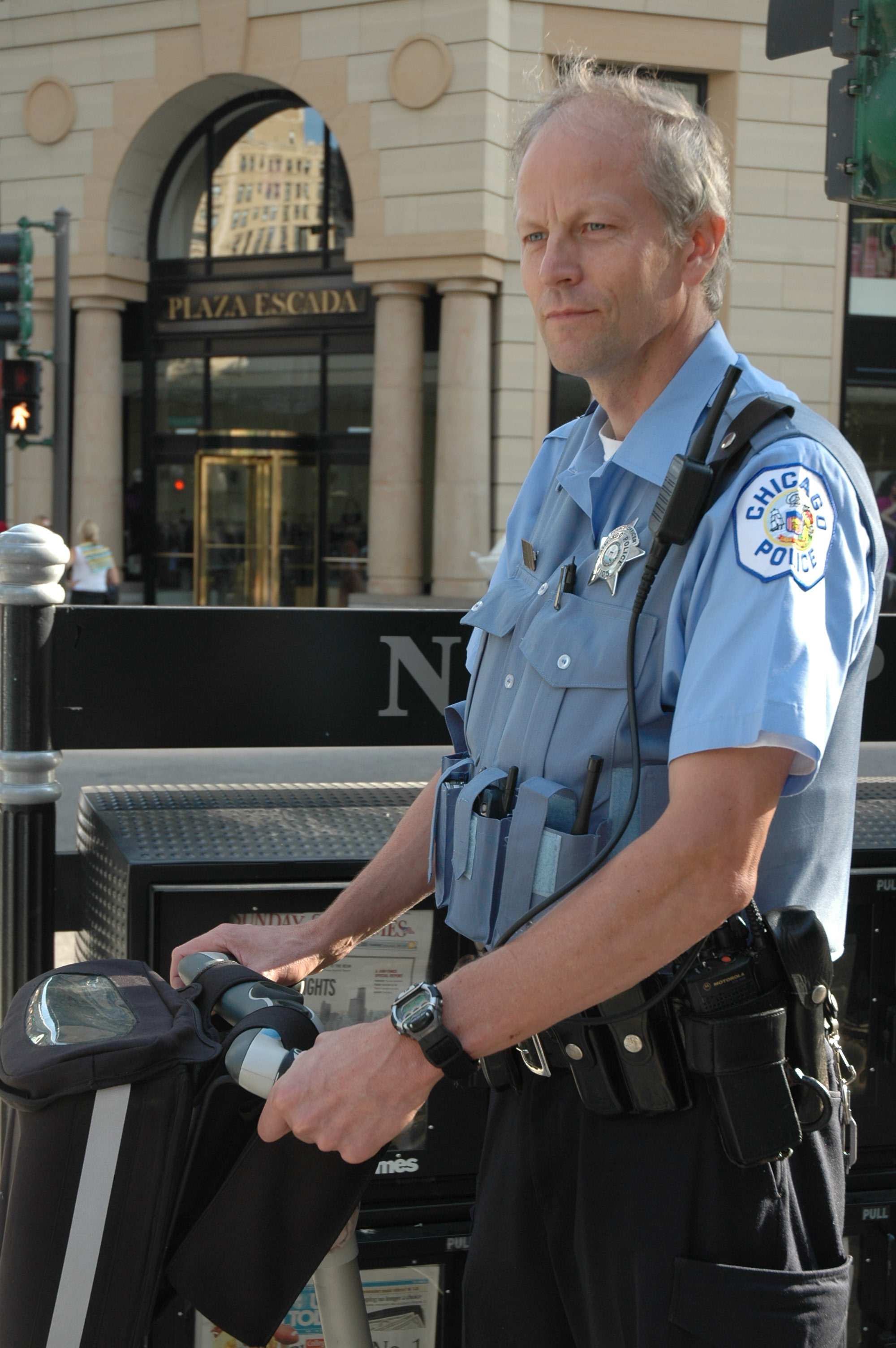
美國芝加哥警察

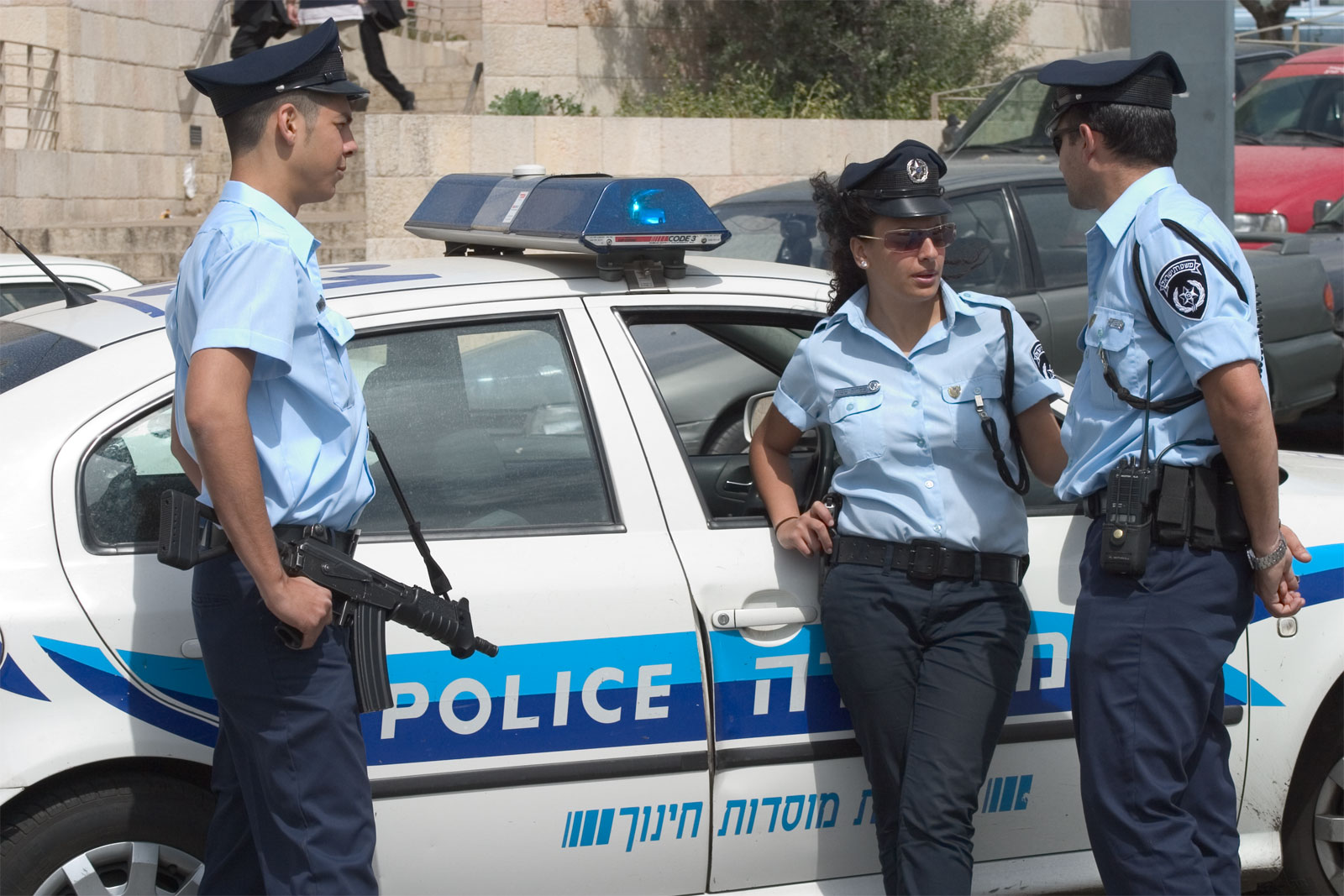
三名以色列警察

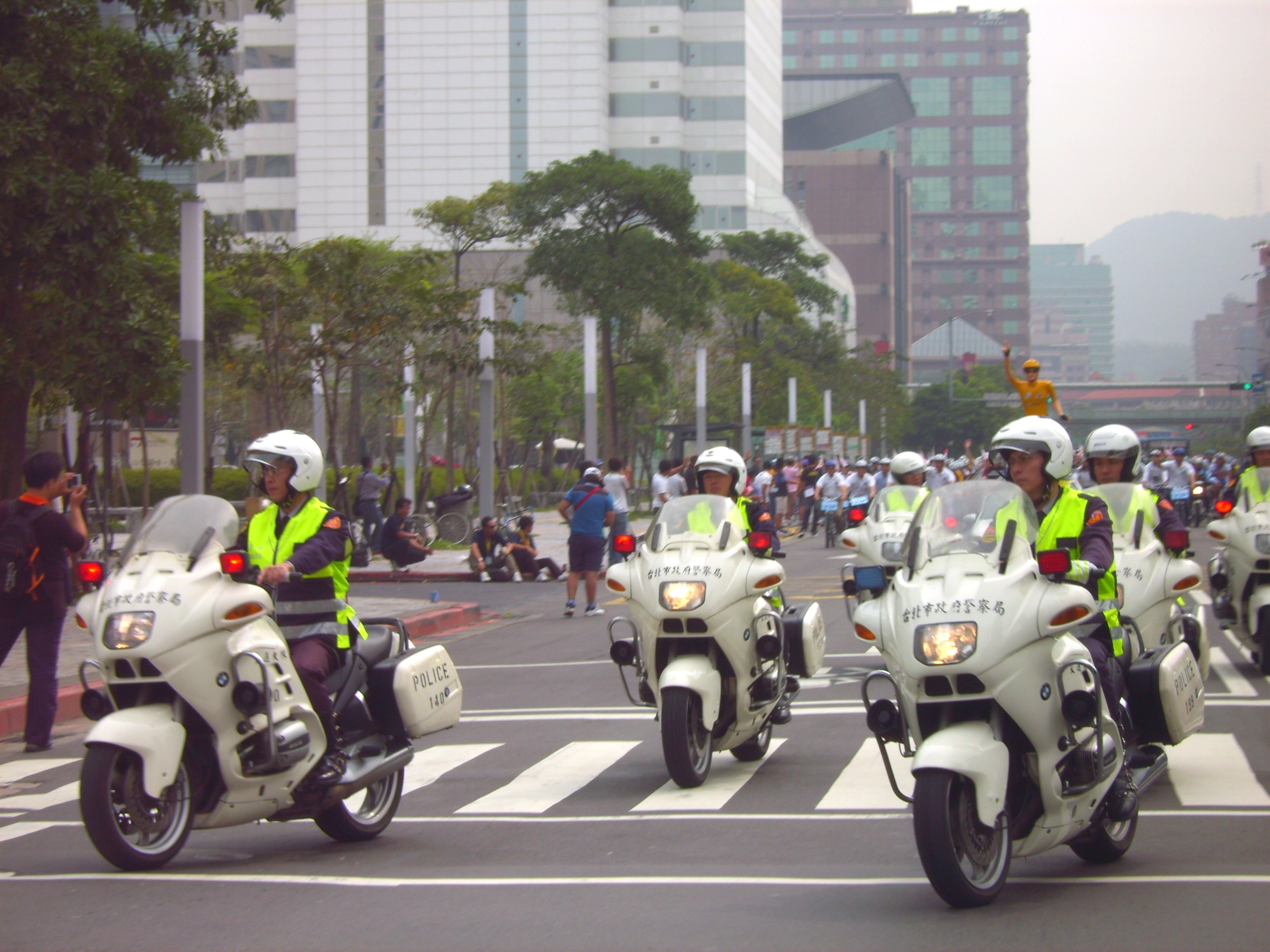
中華民國臺北市政府警察局交通警察大隊

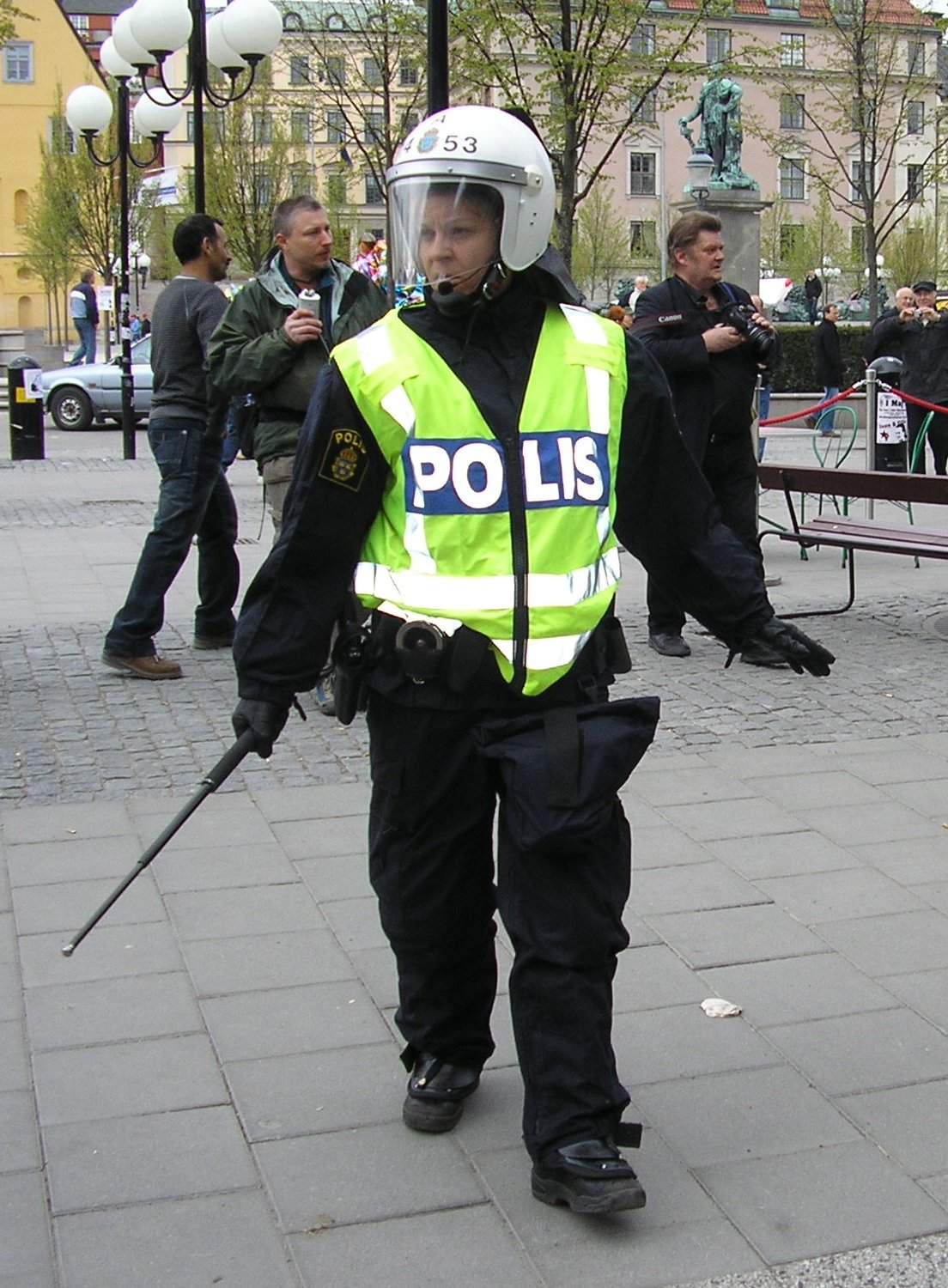
瑞典防暴警察

警察，是警察部队中持有授权的执法人员，其职责通常包括监督法律的执行、逮捕嫌疑人，预防、侦查、制止犯罪，保护公民、维护公共秩序。警察通常会宣誓后就职，并拥有逮捕和拘留他人的权力。警官、警员用于特指某一警衔。警察可以按职能分为不同的警种，如交警、海警、特警。

## 词源

### 中文
“警察”一词早在1900年前的清光绪二十年（1894年）十月便已出现，可能由当朝重臣劉坤一和張之洞借用了日本明治維新时期引入的和制汉语。然而，最早关于“警察”一词的记载，可追溯至唐代玄奘法師的《大唐西域記·藍摩國》：“野象群行，采花以散，冥力警察，初无间替。”以及《新五代史·史弘肇传》：“弘肇出兵警察，务行杀戮，罪无大无小皆死。”和宋代陸游的《南唐書·卢郢传》：“后主命韩德霸为都城烽火使，警察非常。”在这些古籍中，“警察”并非名词，“警”表示警戒、警告，“察”则意为观察、查明。
義大利当代汉学家费德里科·马西尼（義大利語：Federico Masini）在《现代汉语语汇的形成》一书中对此进行了详细考证。他指出，1884年（光绪十年），清廷的總理衙門指示翰林院及六部，拟定了一份派遣高级官员前往国外考察的名单，要求这些官员撰写考察报告，以此作为改革的基础。傅雲龍是这次出洋考察的首批官员之一，他先后前往日本、美國、秘魯和巴西等四国，历时两年。回国后，傅云龙撰写了多篇考察记，在其中关于日本的部分，他编写了《游历日本图经》和《游历日本图经余记》两册，将日本以漢字书写的“警察”一词引入中国。随后，中国第一代日本研究专家黃遵憲在所著的《日本國志》中详细介绍了日本的警察制度。此后，“警察”作为现代名词开始在中国出现。
在中文中，“警察”既可以指警察机构或警务系统，也可以指警察人员。

### 日文
明治维新时期引入西方警察制度后，日本用来对应西方的“police”概念，并逐渐衍生出、等相关词汇，成为现代日本警务系统的重要组成。
在日语中，一般指警察机构或警务系统，而则专指警察人员。

### 英文
“police”一词最早于15世纪初在英语中出现，最初涵盖了“（公共）政策、国家、公共秩序”等多种含义。该词来源于中古法语（公共秩序、行政、政府），继而源自拉丁语“politia”，这是古希腊语“，polīteíā”（公民身份、行政管理、国家体制）的罗马化形式，而“，polīteíā”又衍生自（城市）。
警察的一个常用俗称是“cop”，源自表示“逮捕”的动词，进一步可追溯到“抓住”的含义。因此，“copper”（捕获者）被简化为“cop”。该词也可能起源于拉丁语“capere”，通过古法语“caper”传入英语。
在英语中，“police”指警察机构或警务系统，而“police officer”则指具体的警察人员。

## 武器
几乎全世界的警察都可以配备枪支、警棍、胡椒喷雾以制服罪犯和自我保护。

### 致命武器

#### 枪

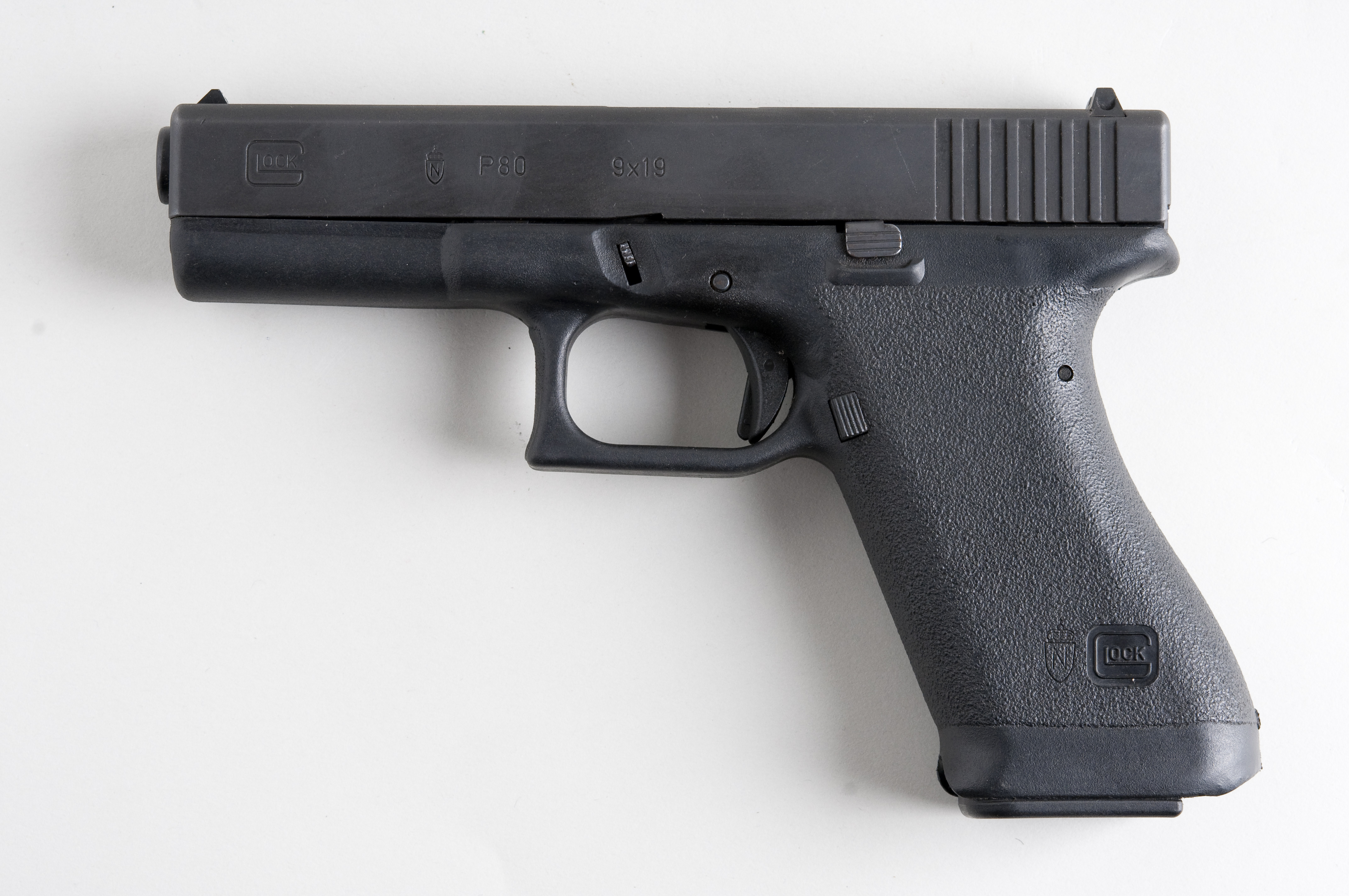
格洛克17手枪

很多国家和地区的警察使用以下枪支作为配枪：
| 英语名             | 类型 |
| ------------------ | ---- |
| Glock 17           | 手枪 |
| Smith & Wesson M&P | 手枪 |
| AR-15              | 步枪 |
| SIG Sauer P226     | 手枪 |

##### 电击枪
在非致命情况下警方可能会使用电击枪来制止嫌疑人。

### 非致命武器

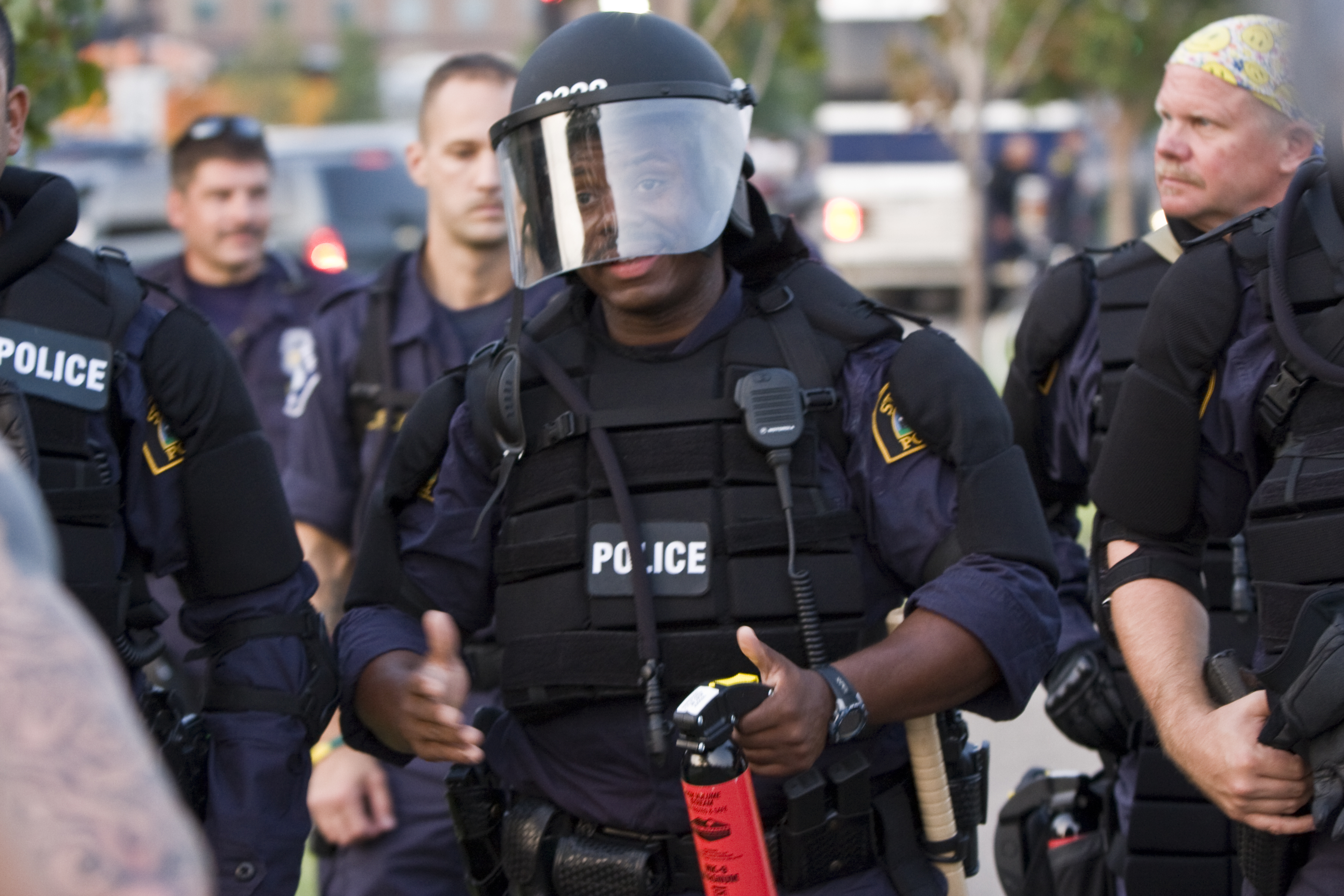
警员持有胡椒喷雾

### 胡椒喷雾
胡椒喷雾本身极辣，通过被吸入体内和接触皮肤产生不适来发挥作用。被攻击者直接接触后往往难以防抗。

## 交通工具

### 警车
警车通常带有警灯和明显的涂装。

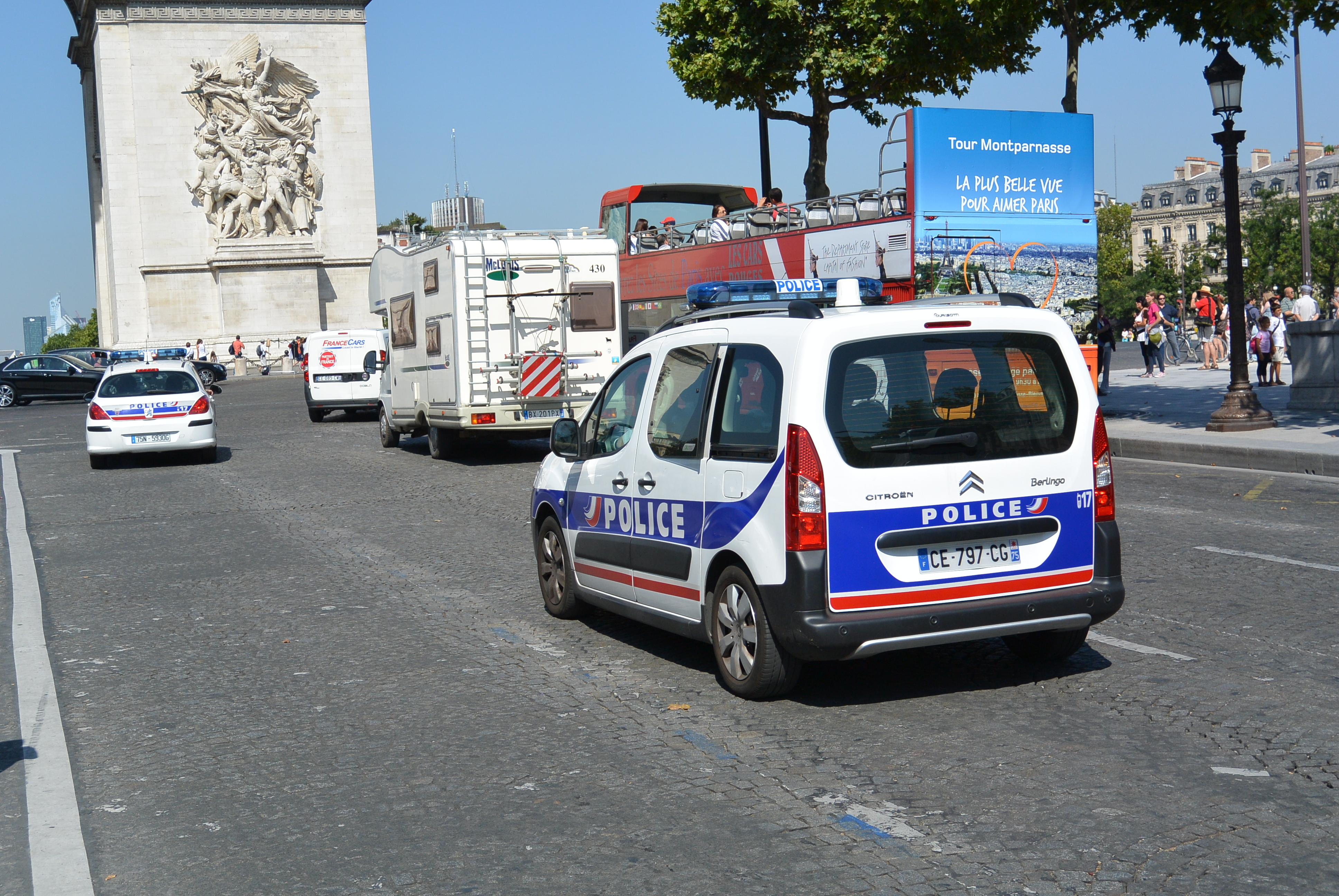
法国巴黎警车
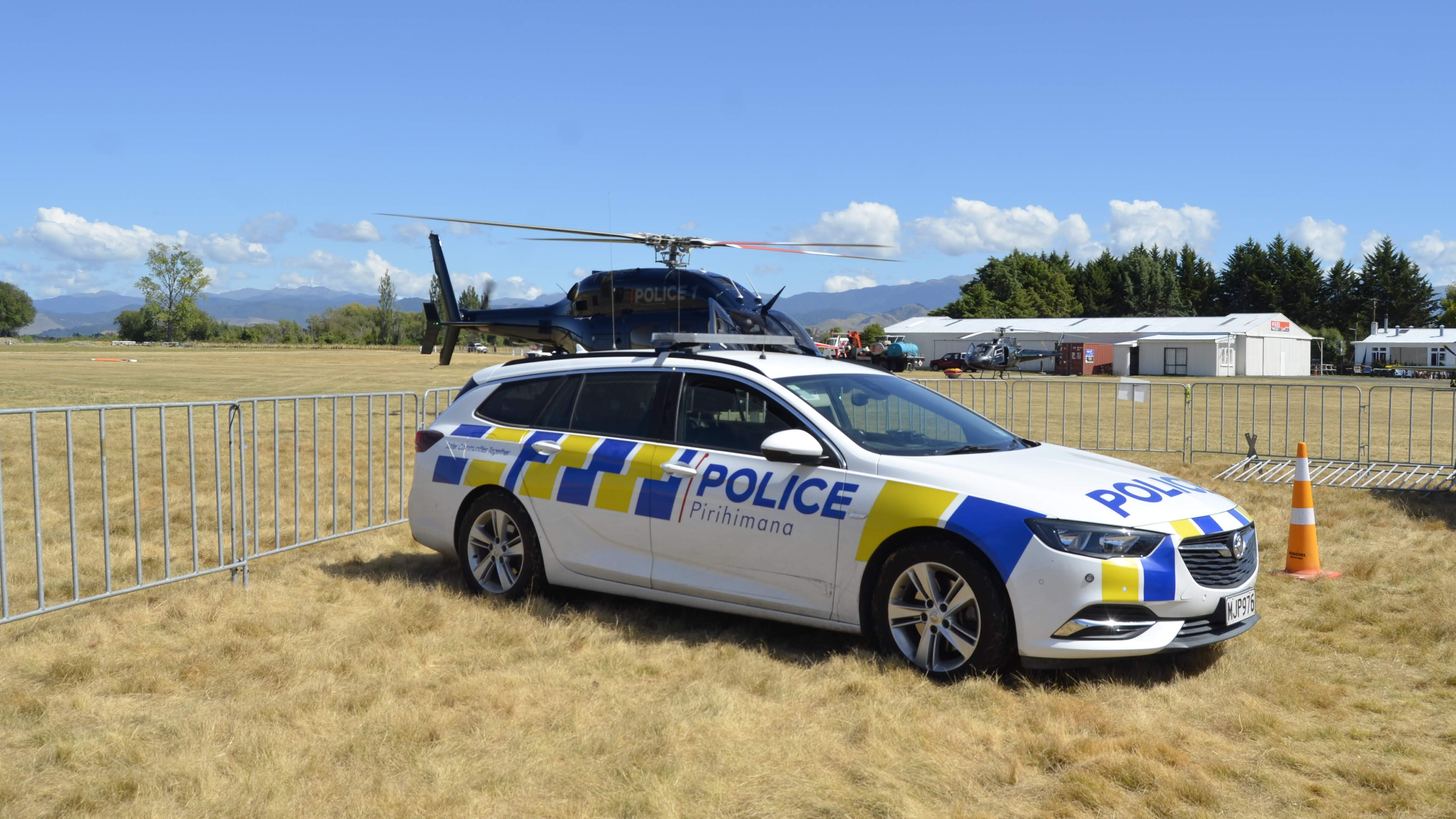
新西兰警车
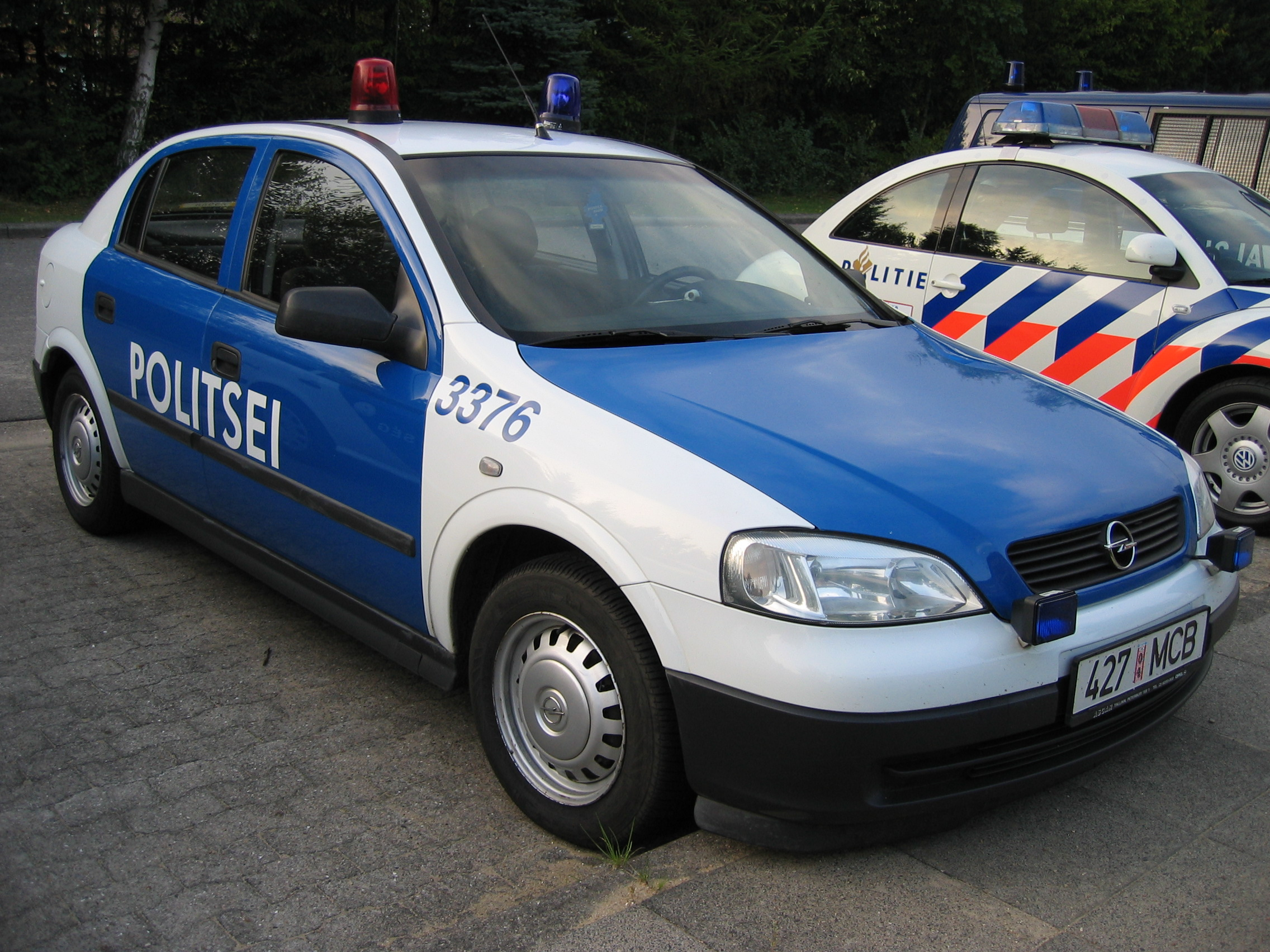
爱沙尼亚警车和右侧的荷兰警车
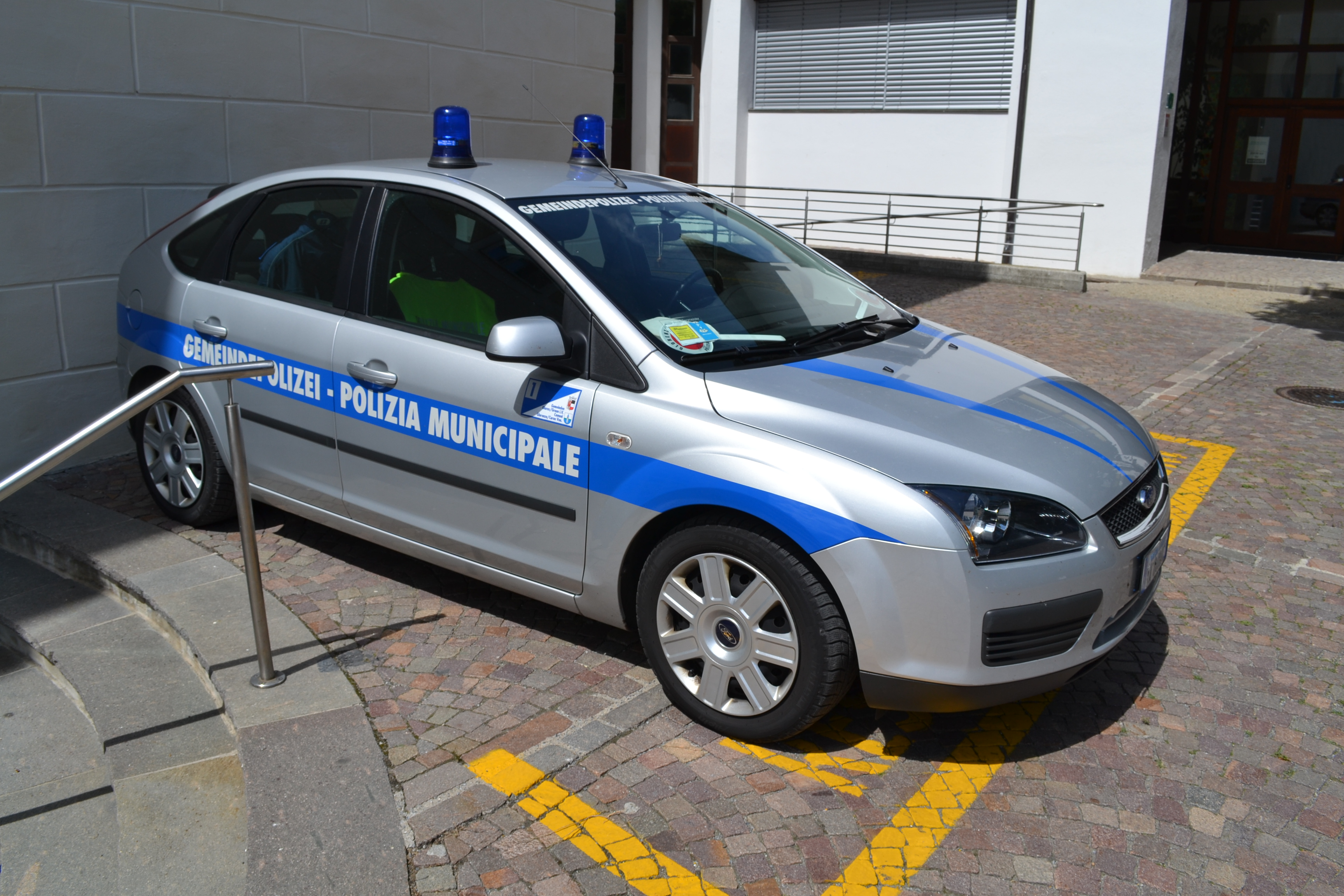
意大利警车
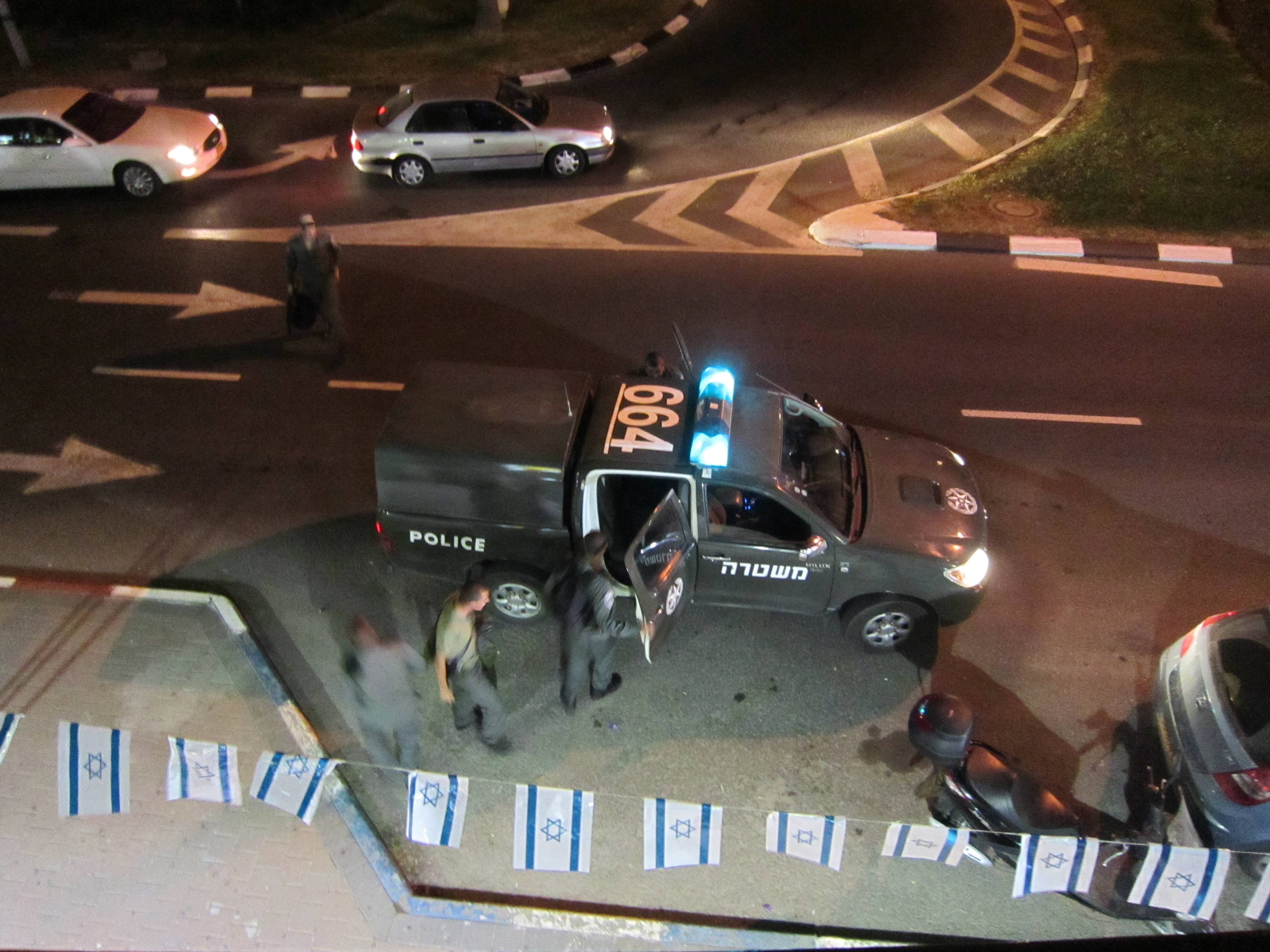
以色列警车

### 历史
- 差人